# Verdades ocultas

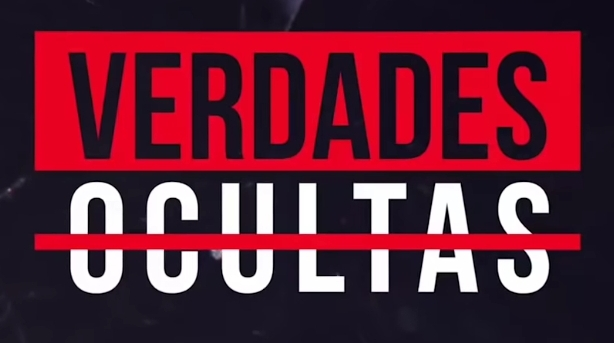

Verdades ocultas är en chilensk telenovela som sändes på Mega från 24 juli 2017, med Camila Hirane, Carmen Zabala, Cristián Arriagada och Matías Oviedo i huvudrollerna.

## Rollista (i urval)
- Camila Hirane som Rocío Verdugo Mackenna Flores
- Carmen Zabala som Agustina Mackenna Guzmán Flores
- Cristián Arriagada som Diego Castillo Hurtado
- Matías Oviedo som Tomás Valencia Fernández